# Сирена (фильм, 1917)
«Сирена» (англ. The Siren) — это американский немой фильм в жанре вестерн 1917 года, снятый Роландом Уэстом в одной из его ранних работ с участием Валески Сурратт. Фильм считается утерянным.

## В ролях
| В ролях         |  | Персонаж        |
| --------------- |  | --------------- |
| Валеска Суратт  |  | Черри Миллард   |
| Клиффорд Брюс   |  | Деррик МакКлейд |
| Роберт Клагстон |  | Берт Холл       |
| Изабель Ри      |  | Роуз Лэнгдон    |
| Чезаре Гравина  |  | её отец         |
| Арманд Калиш    |  | Арманд          |
| Рика Скотт      |  | Черри           |
| Кертис Бентон   |  | '               |